# Jean Laffay

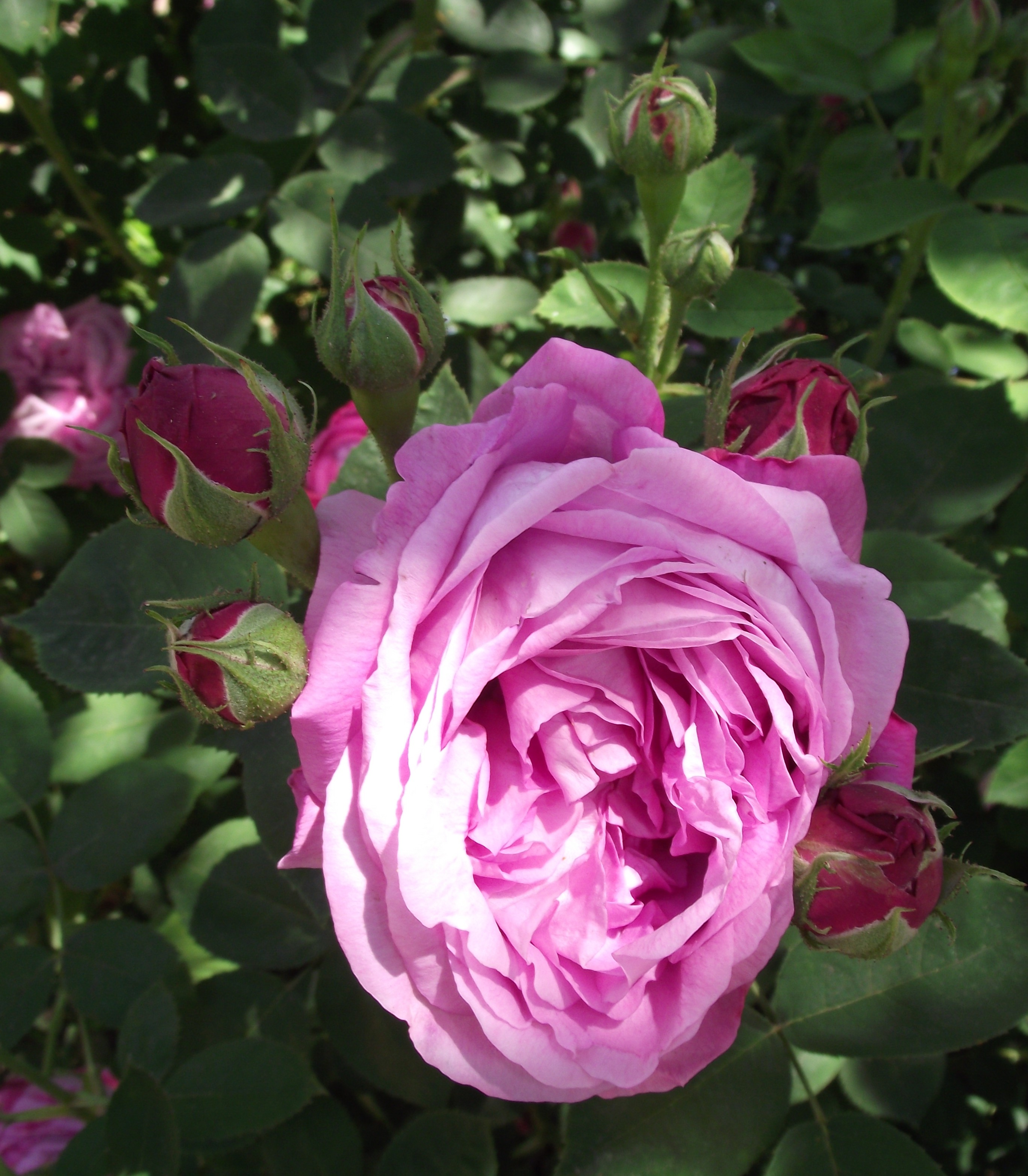
Laffays Remontant-Rose 'La Reine', 1843

Jean Laffay (* 17. August 1794 in Paris; † 15. April 1878 in Cannes) war ein französischer Rosenzüchter.

## Leben
Sein Geburtsjahr wird in verschiedenen Quellen nur als 1794 oder 1795 angegeben, Brent Dickerson nennt als Geburtstag den 17. August 1794 in Paris.
Laffay begann seine Laufbahn als Gärtner in der Baumschule eines Gärtners namens Ternaux.
Es ist nicht genau bekannt, ab wann er sich mit der Rosenzucht beschäftigte, aber 1828 eröffnete er seinen ersten eigenen Betrieb in Auteuil, einem Stadtteil von Paris, und übersiedelte 1840 nach Bellevue-Meudon.
Anfangs experimentierte er vor allem mit China- und Teerosen und bemühte sich weiterhin um die Züchtung von remontierenden (öfterblühenden), möglichst robusten Sorten, wofür er unter anderem China-Hybriden, Herbstdamaszener- und Bourbon-Rosen verwendete. Ergebnis seiner Bemühungen war eine neue Rosen-Klasse, die Remontant-Rosen, als deren Schöpfer oder Erfinder Laffay gilt. Als die ersten beiden Remontant-Rosen gelten Laffays Sorten 'Princesse Hélène' und 'Prince Albert', die er 1837 herausbrachte; es folgten 1839 'Comte de Paris', 'Madame Laffay' und 'Louis Bonaparte'; 1840 die Sorten 'Duchesse de Sutherland' und 'Mistress Eliot', und vor allem 1843 die großblütige rosafarbene Rose 'La Reine' („Die Königin“), die berühmt wurde und als sein „größter Triumph“ gilt. 'La Reine' wurde später auch für die Züchtung anderer bedeutender Rosen verwendet, u. a. von Bennets 'Mrs. John Laing' (1887).
Darüber hinaus zeigte Laffay auch besonderes Interesse für Moosrosen und scheint allgemein eine besondere Vorliebe für purpurfarbene Sorten gehabt zu haben.
Er unternahm viele Reisen auf der Suche nach neuen Rosen und liebte besonders England, daher sind eine ganze Reihe seiner Rosen nach englischen Persönlichkeiten benannt, was ungewöhnlich für einen französischen Züchter war. Er stand auch in freundschaftlichem Kontakt mit dem englischen Botaniker William Paul, der behauptete, Laffay habe jedes Jahr 200 000 Rosen-Sämlinge gezogen.
In den späten 1850er Jahren bis etwa 1860 lebte Laffay in Afrika (Algerien) und verbrachte seine letzten Jahre in Cannes, wo er begraben ist.

Laffay war einer der bedeutendsten und fleißigsten Rosenzüchter des 19. Jahrhunderts und kreierte einige der exquisitesten Rosen der damaligen Zeit. Von seinen ursprünglich 403 neuen Züchtungen (laut HelpMeFind), sind eine ganze Reihe auch heute noch bekannt, insbesondere: 
- 'Le Vésuve', 1825
- 'Duchesse de Montebello', 1829
- 'Brennus', 1830

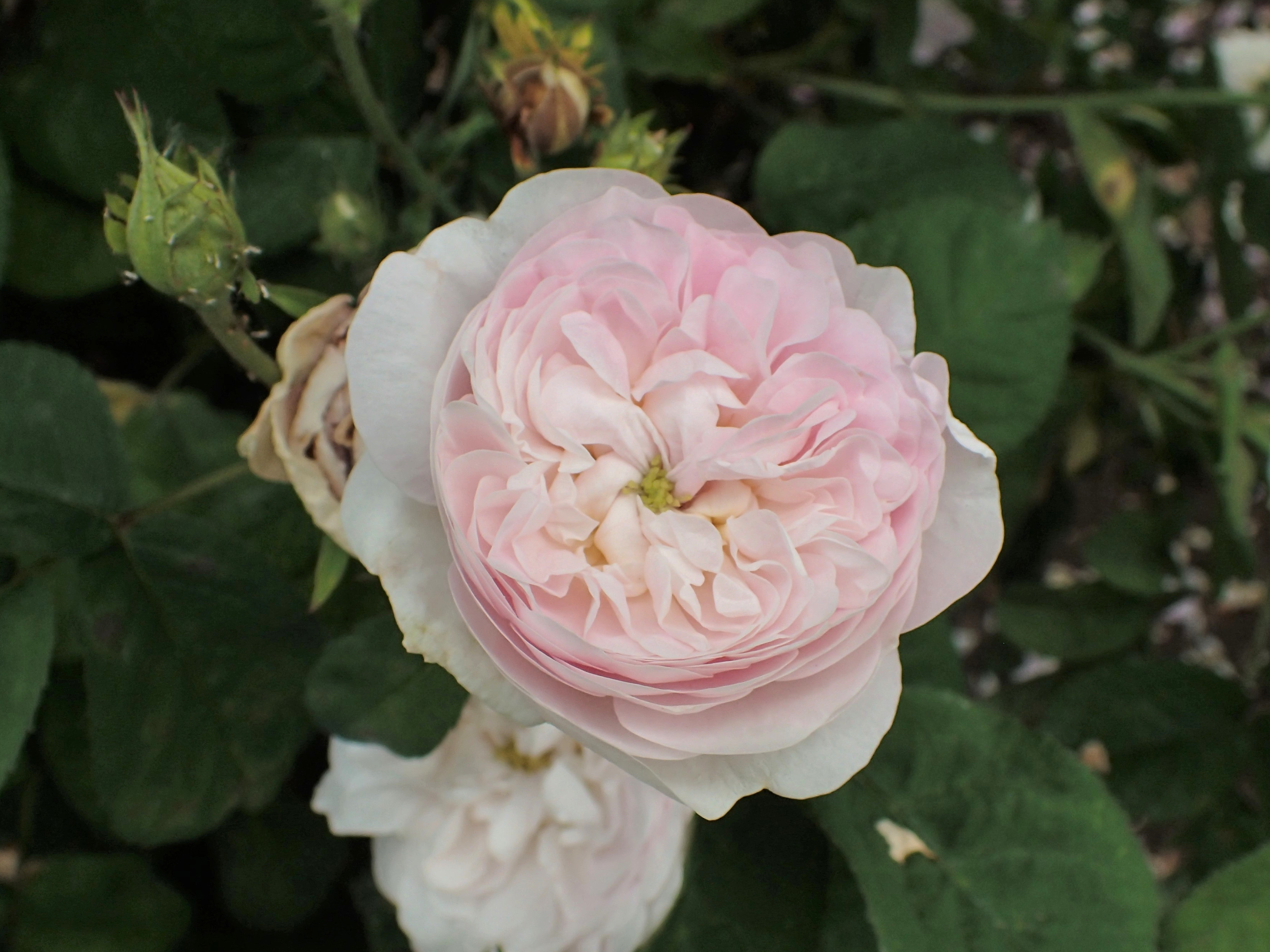
'Duchesse de Montebello', 1829

- 'Quatre Saisons Blanc Mousseux', 1835
- 'Great Western', 1838
- 'Coupe d’Hébé', 1840
- 'La Reine', 1843
- 'Laure Davoust', 1843
- 'Nuits de Young', 1845
- 'Gloire des Mousseux', 1852
- 'Alfred de Dalmas', 1855
- 'William Lobb', 1855
- 'Capitaine John Ingram', 1856

## Galerie: Rosen von Jean Laffay

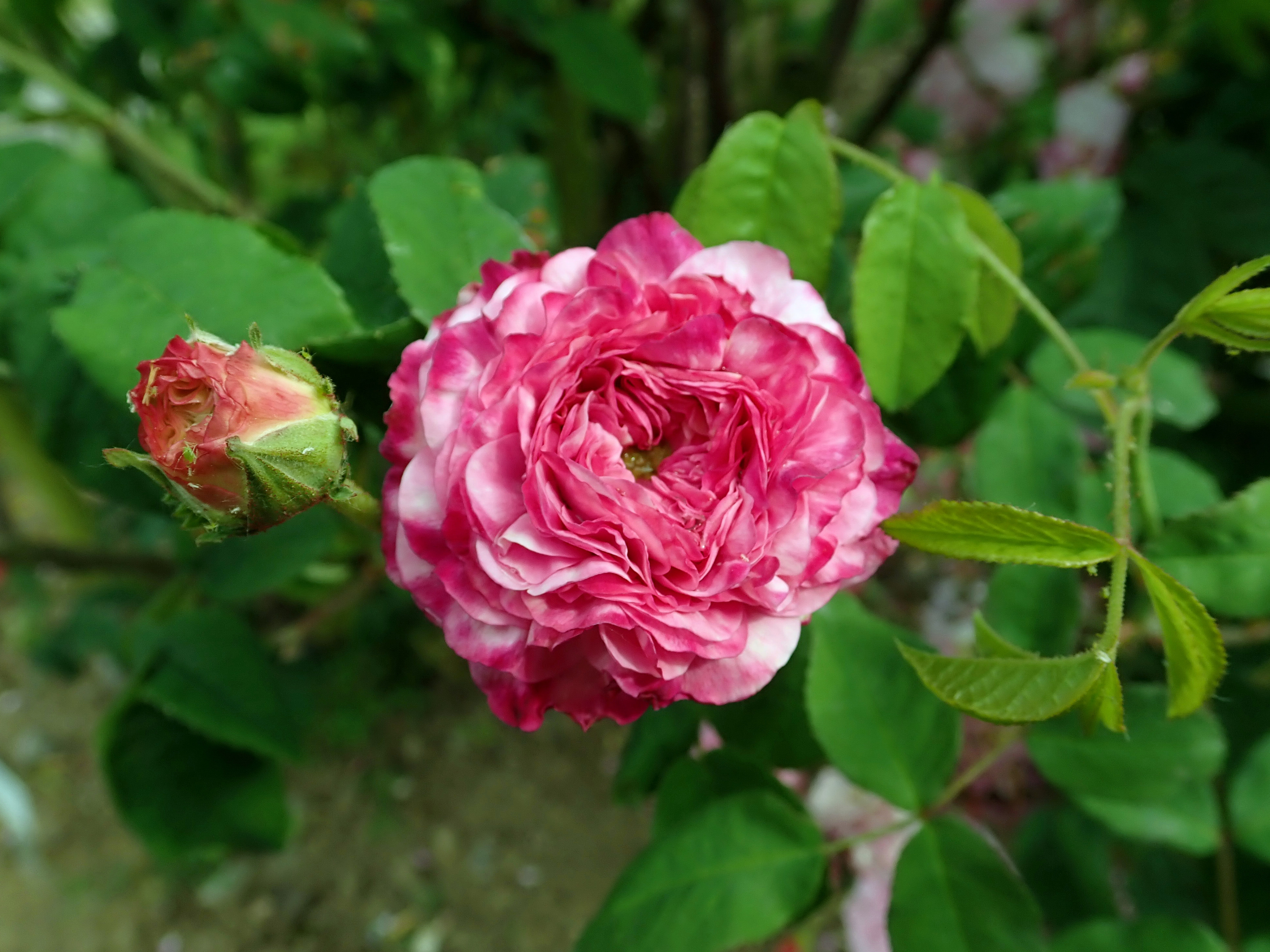
'Nubienne', 1825
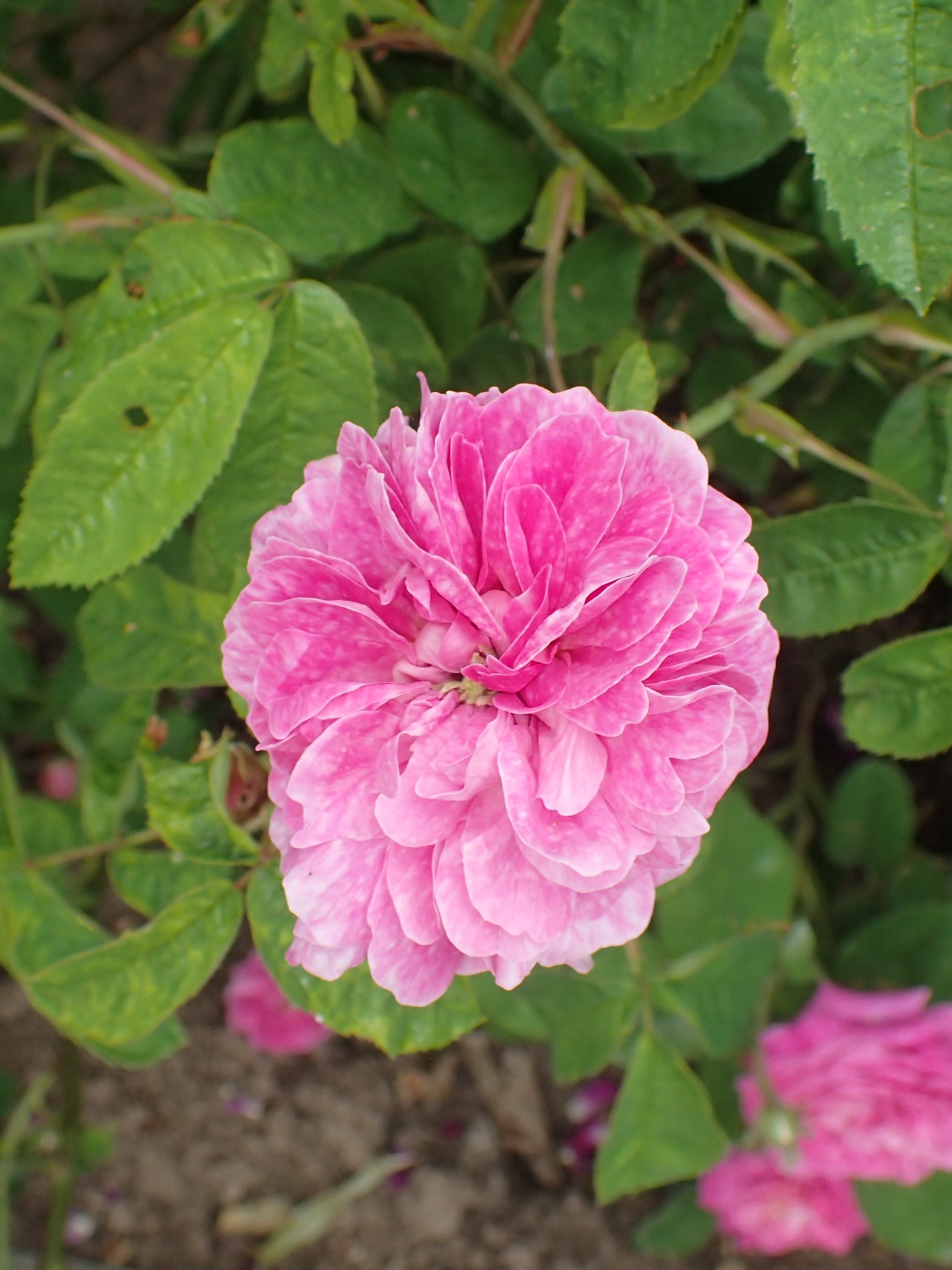
'Darius', 1827
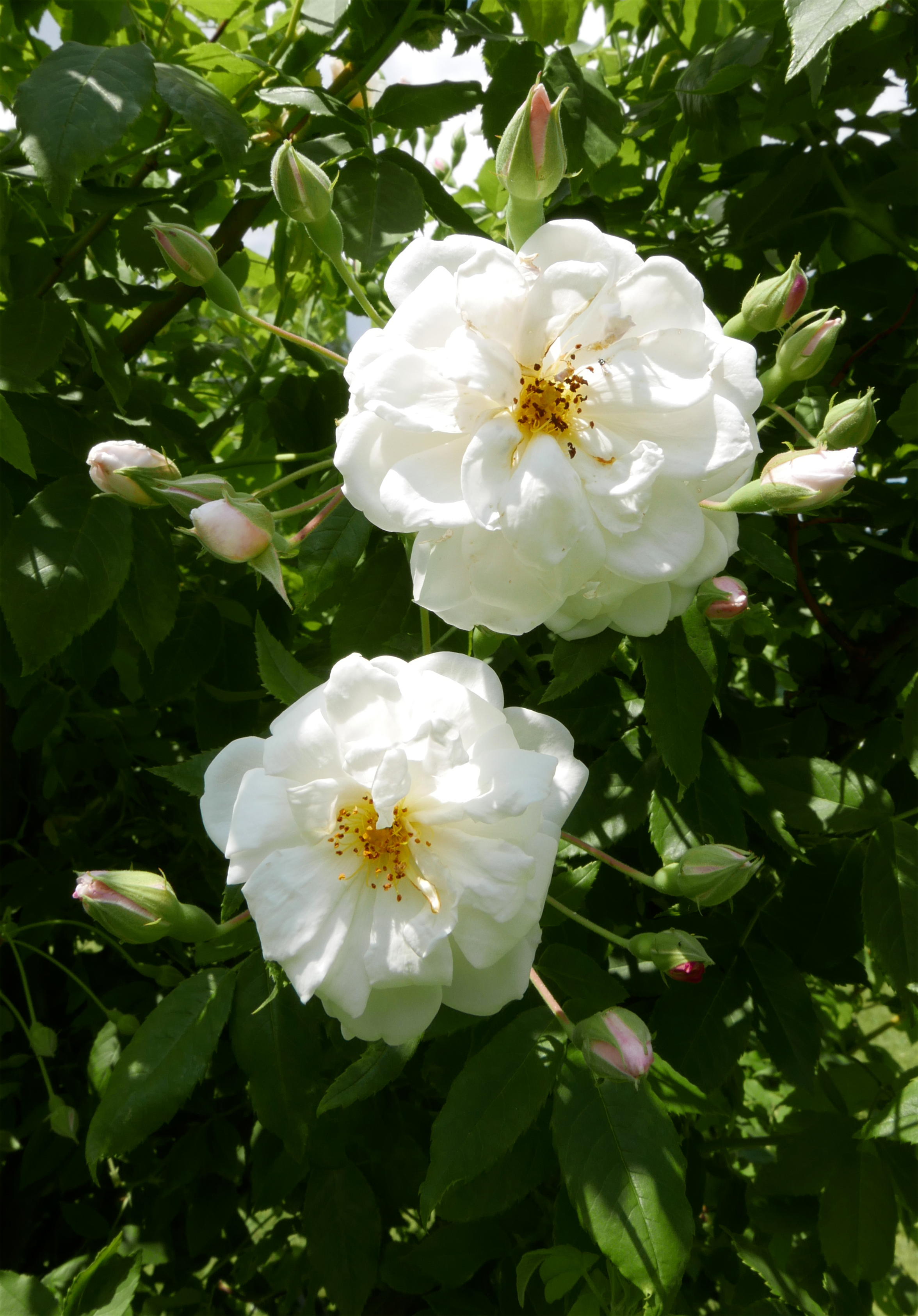
'Princesse de Nassau', 1828
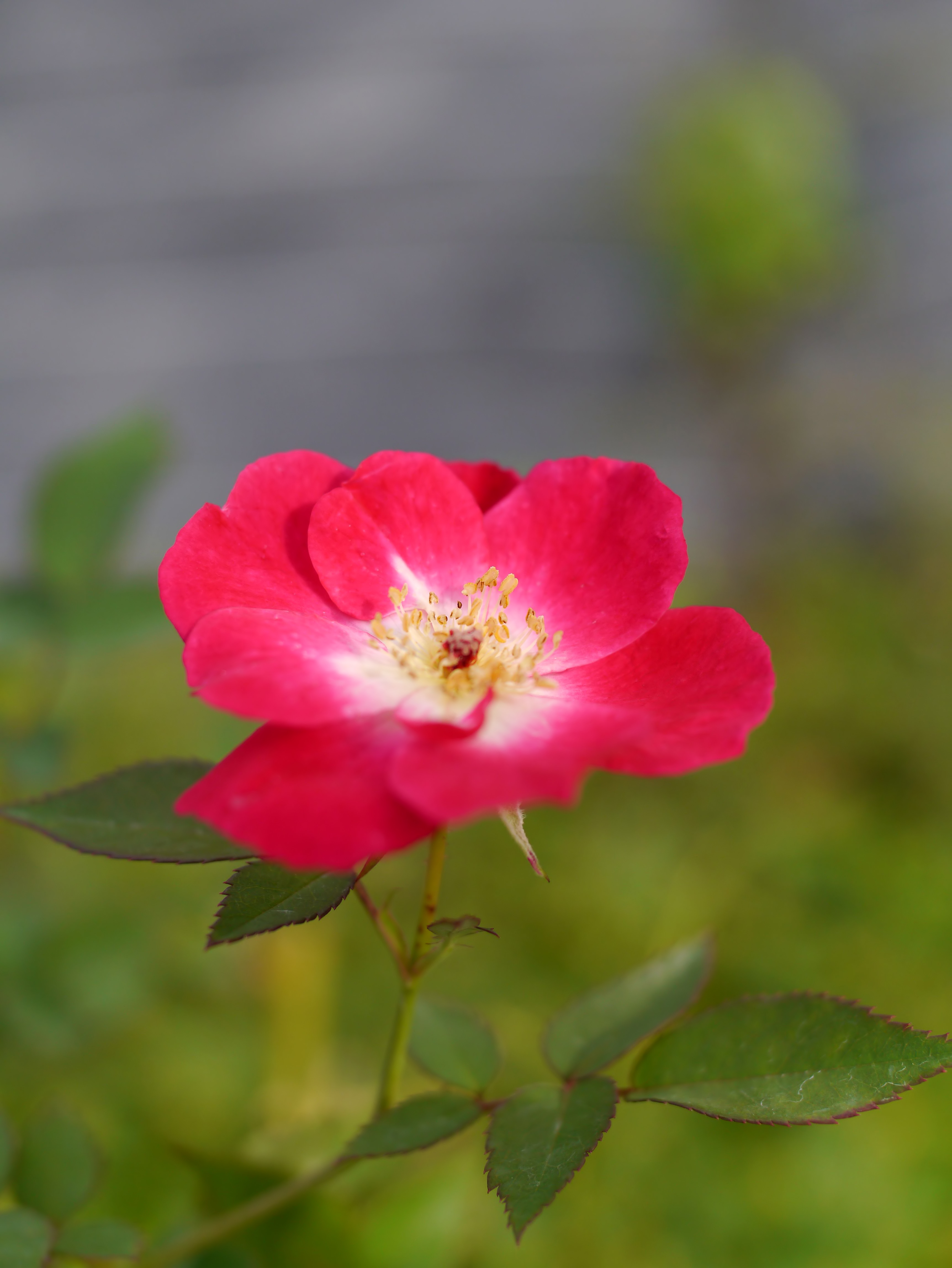
'Fabvier', 1829
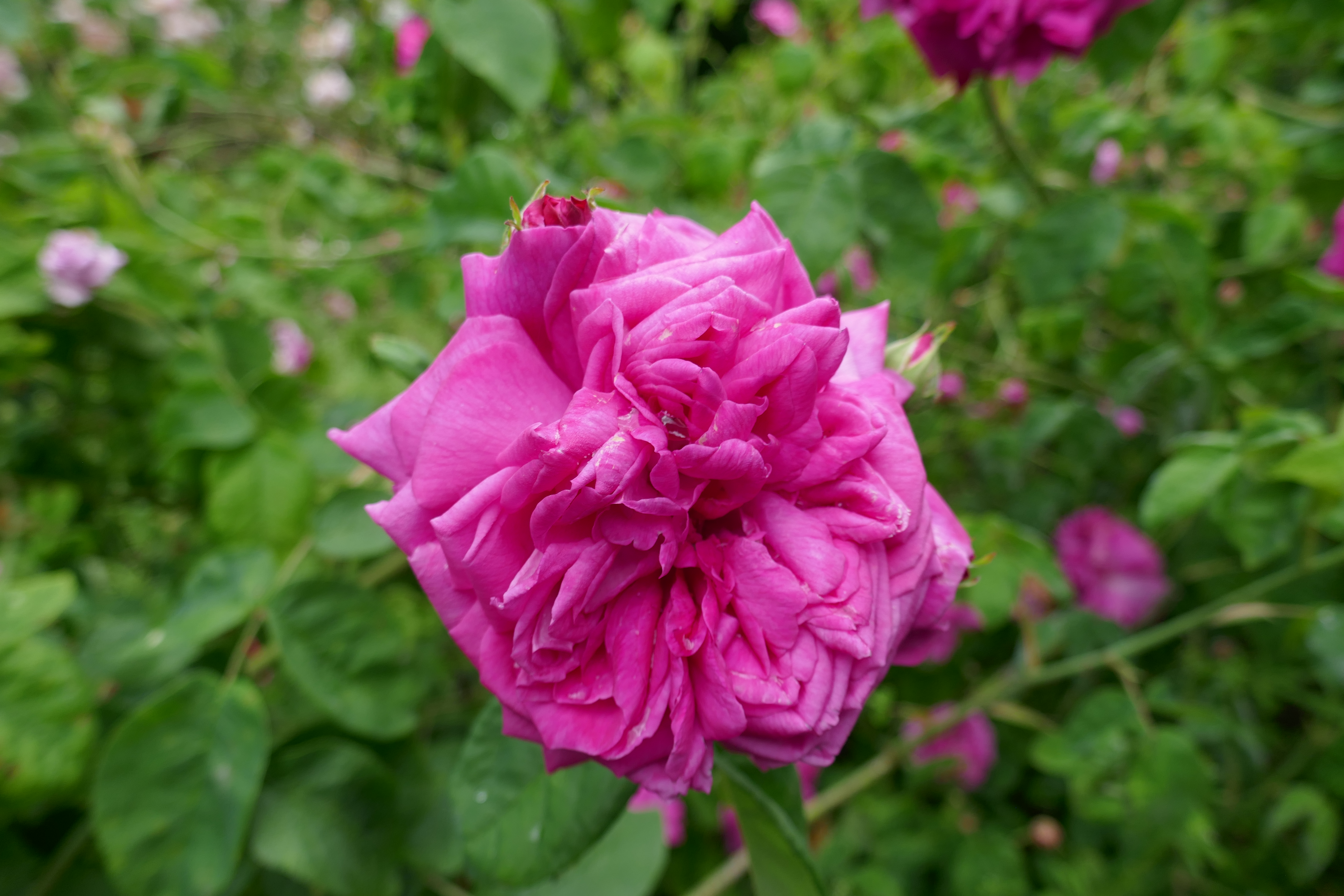
'Brennus', 1830
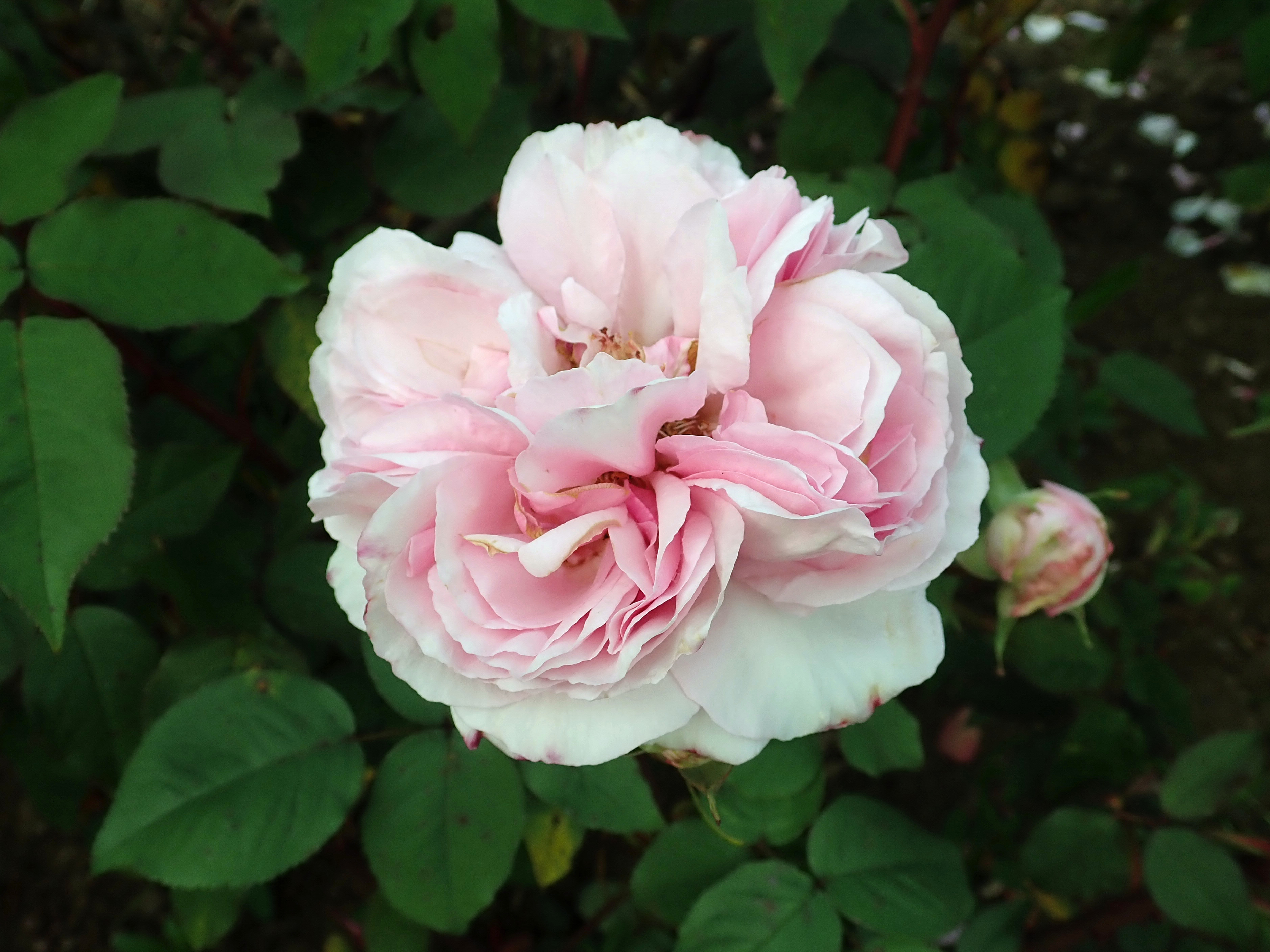
'Mrs. Bosanquet', 1832
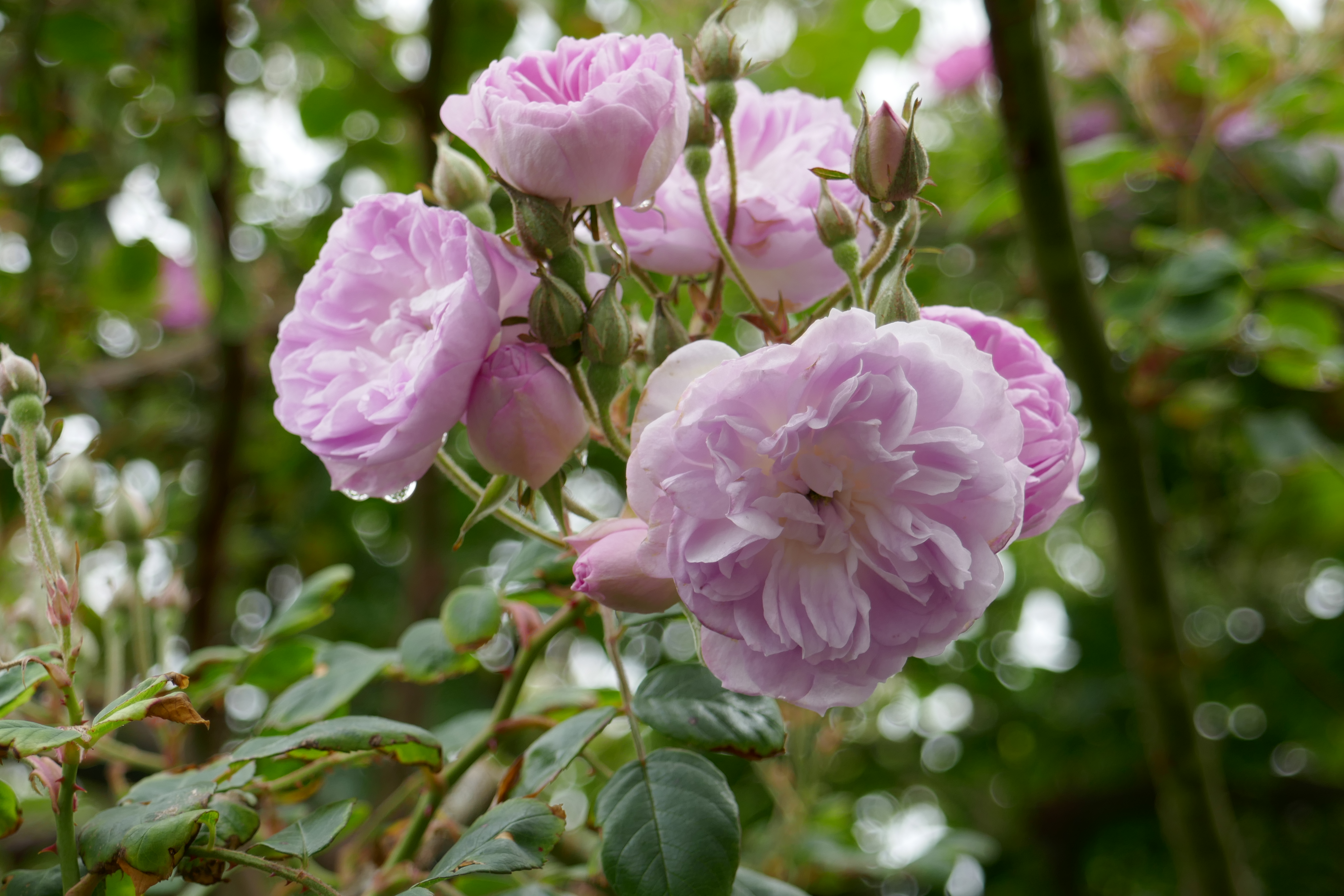
'Laure Davoust', 1834
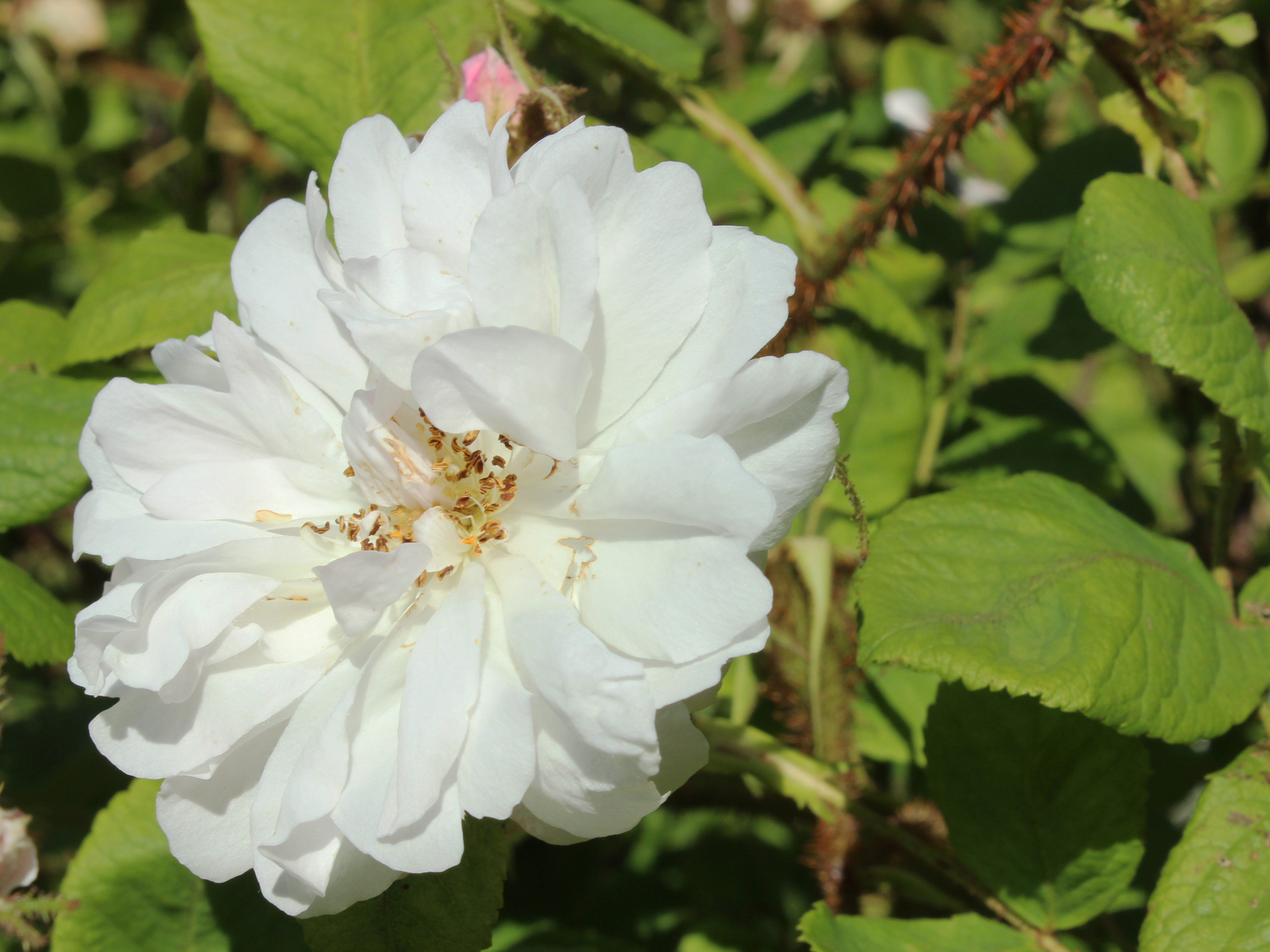
'Quatre Saisons Blanc Mousseux', 1835
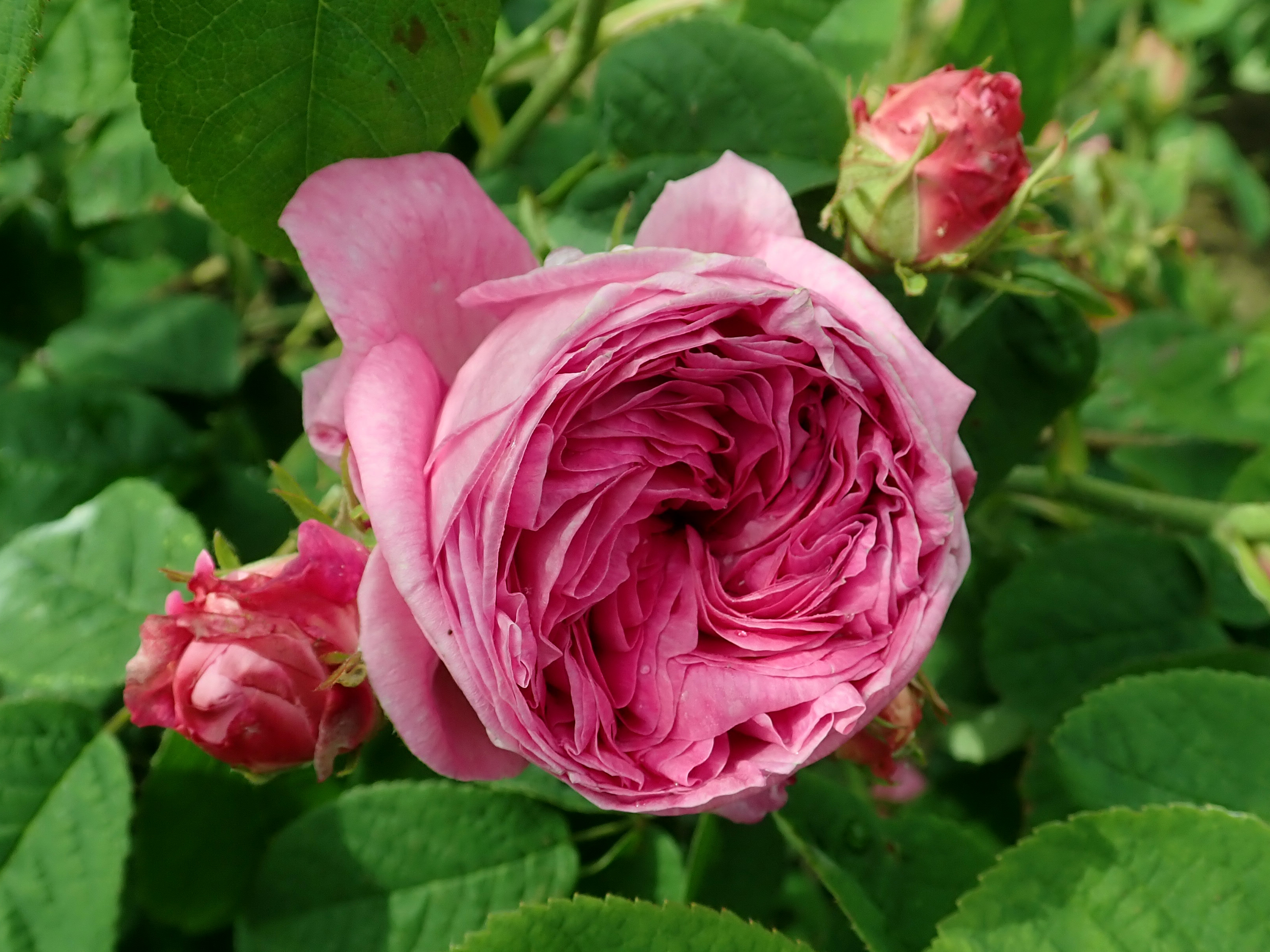
'Agar', 1836
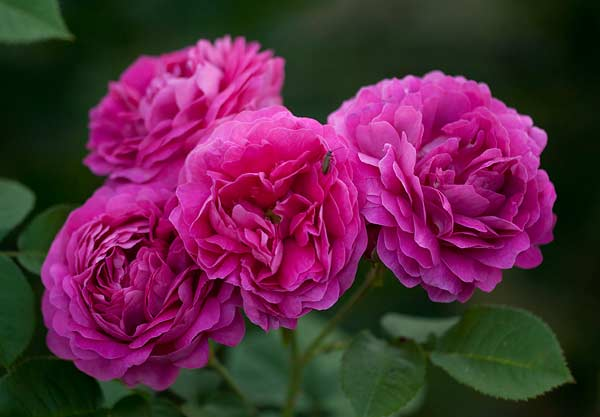
'Great Western', 1838
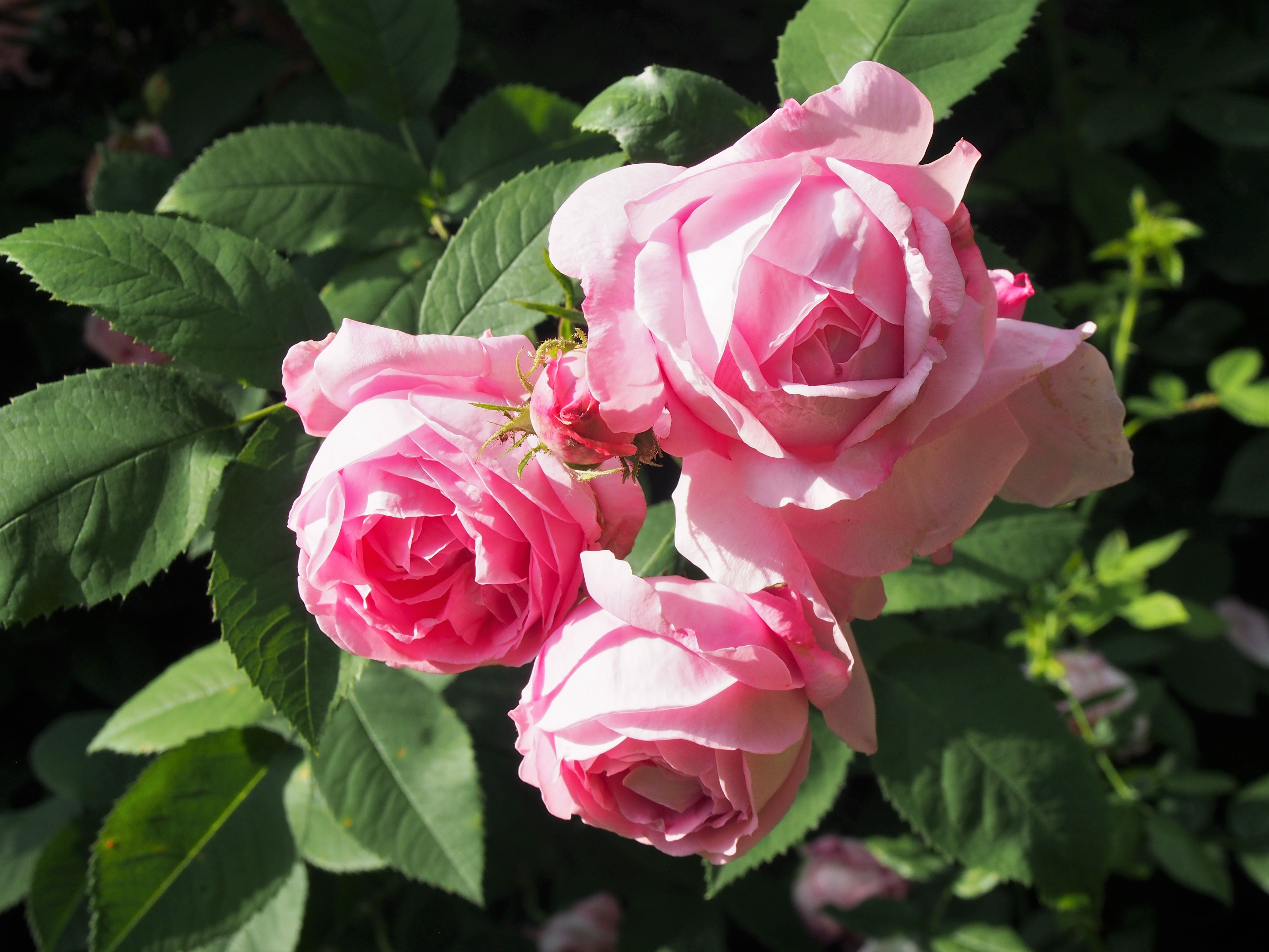
'Coupe d’Hébé', 1840
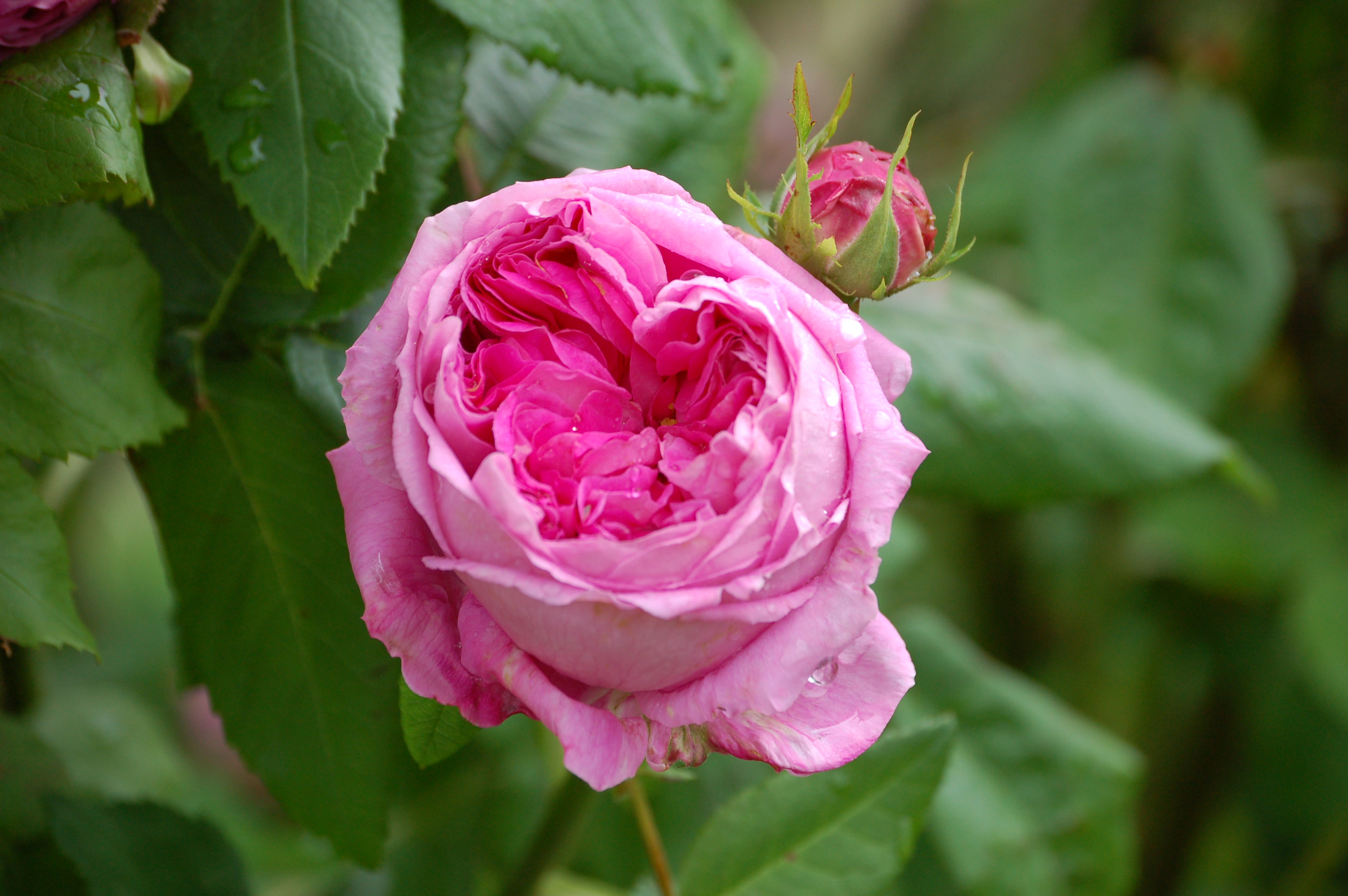
'Duc de Cambridge', 1840
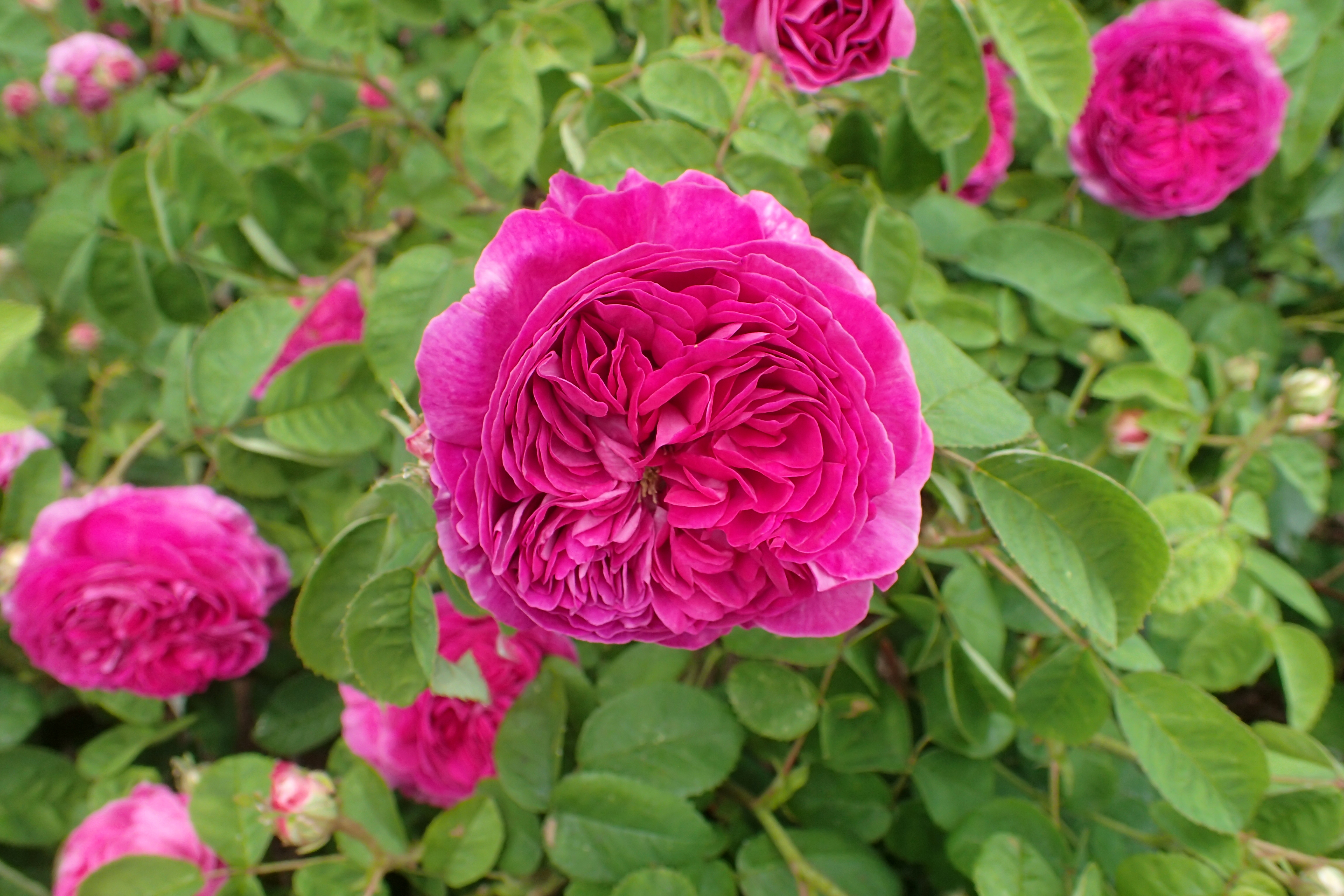
'Kean', 1843
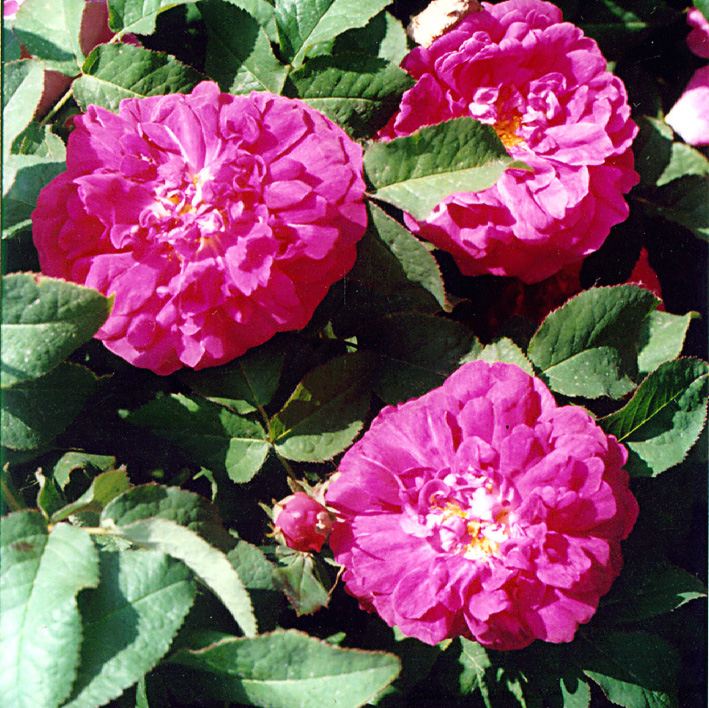
'Indigo', 1845
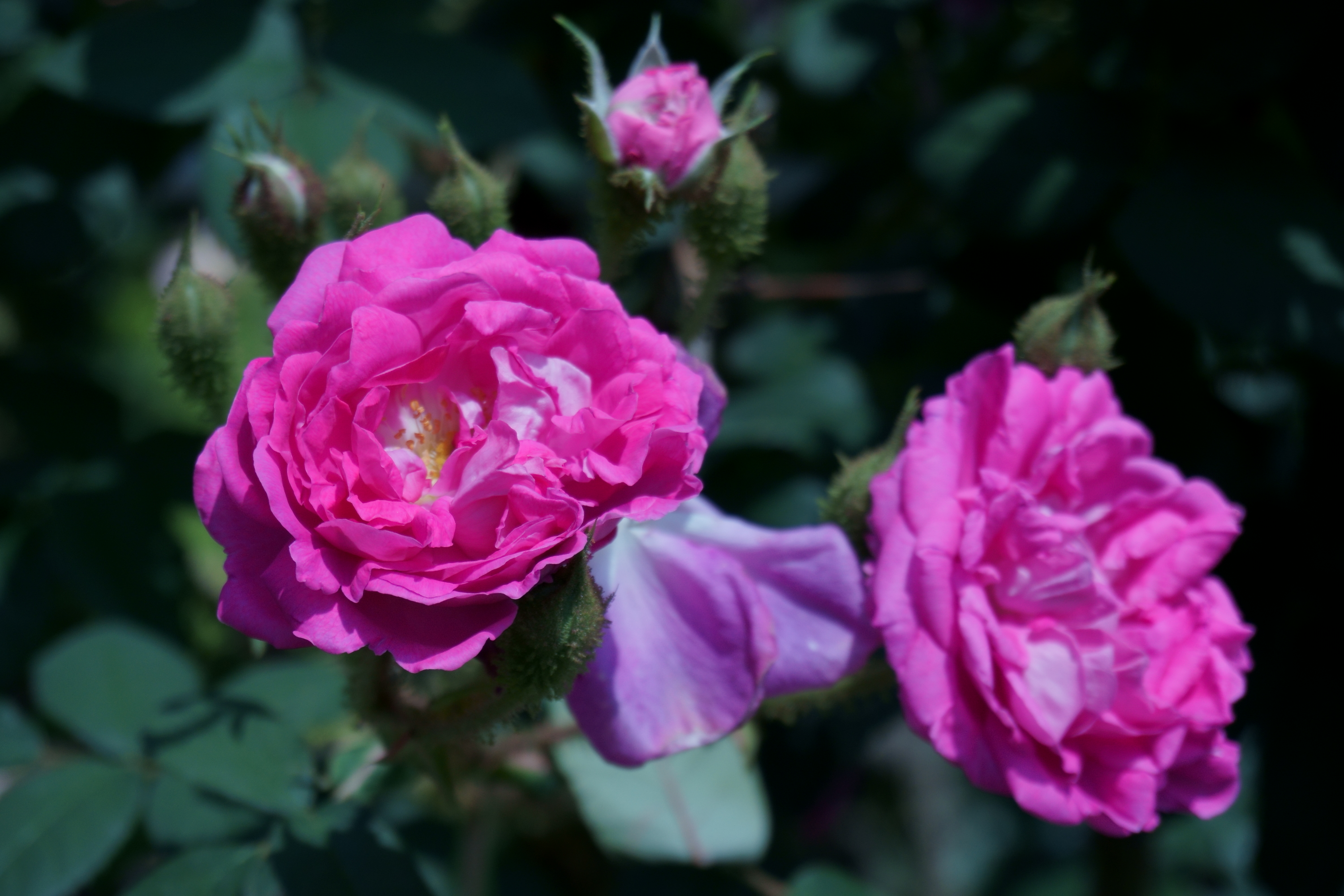
'Laneii', 1845
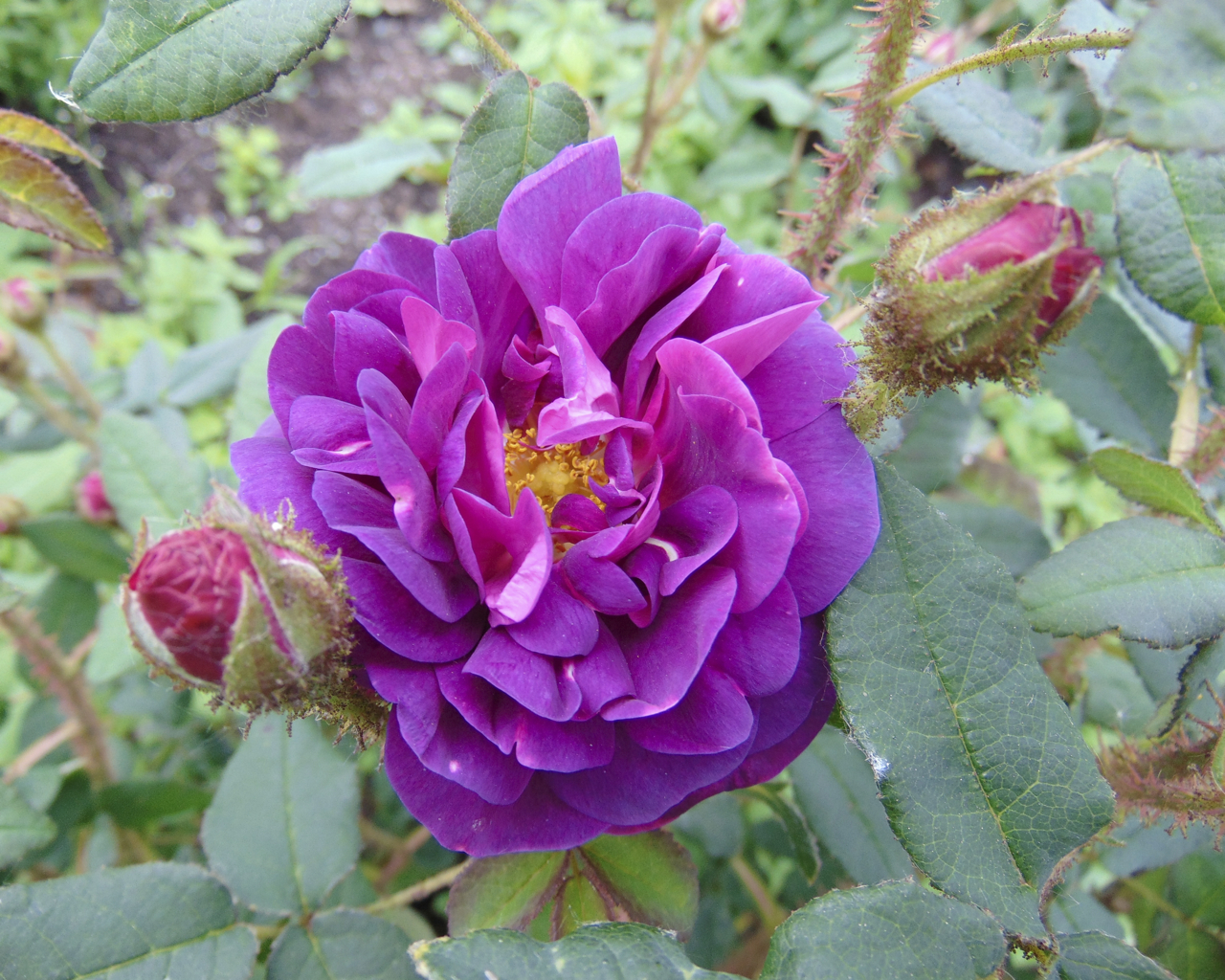
'Nuits de Young', 1845
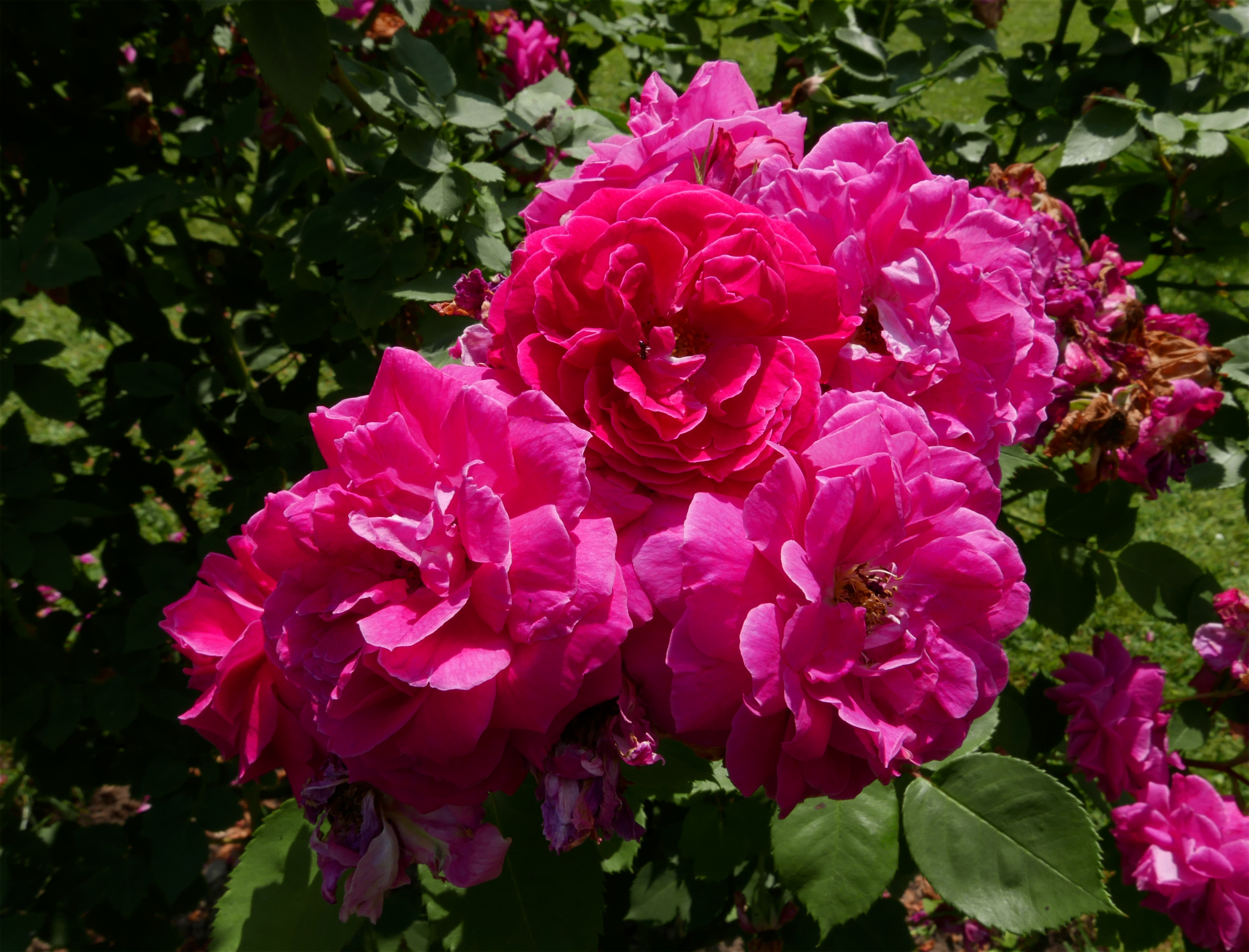
'Sir Joseph Paxton', 1852
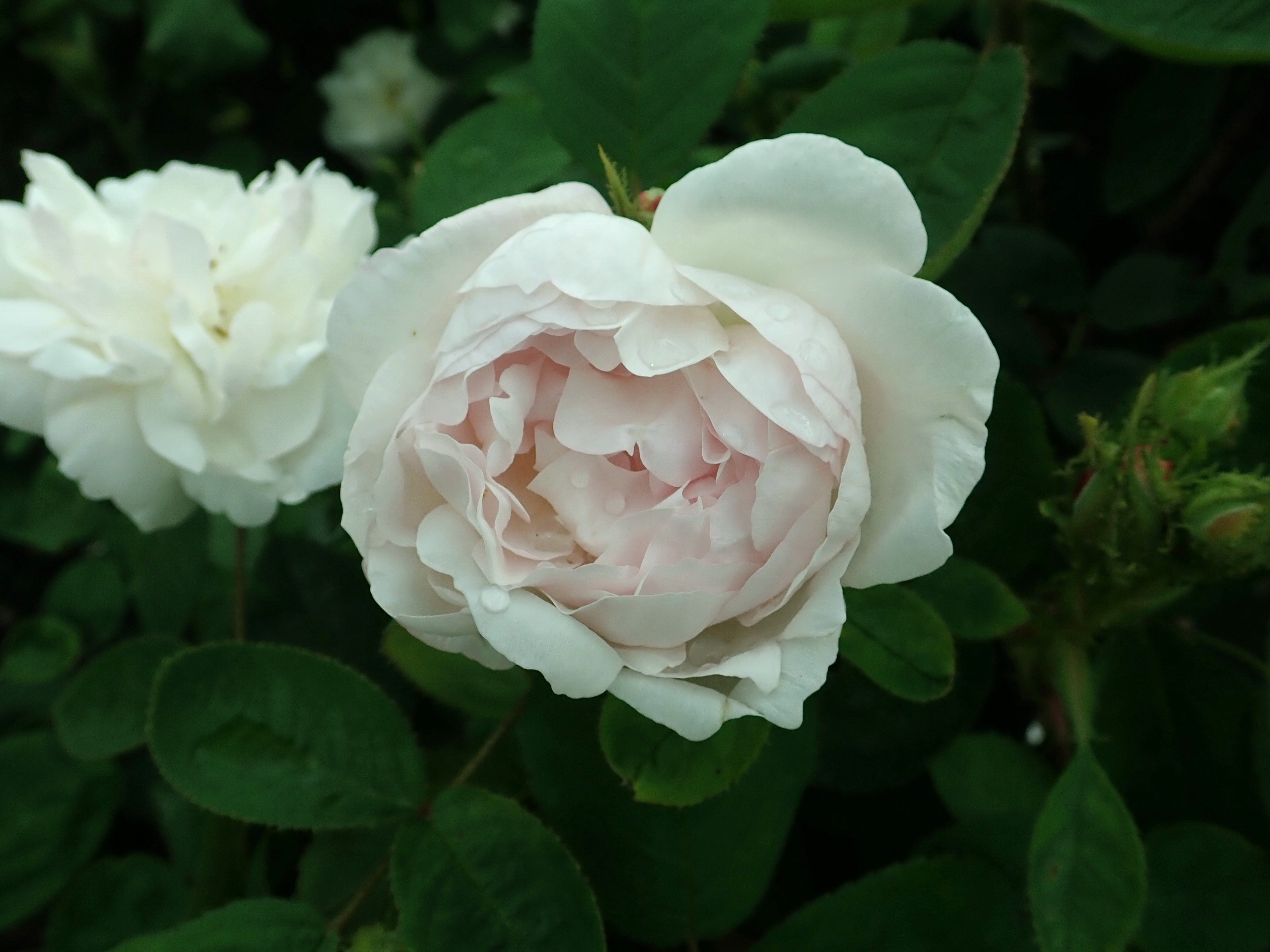
'Alfred de Dalmas', 1855
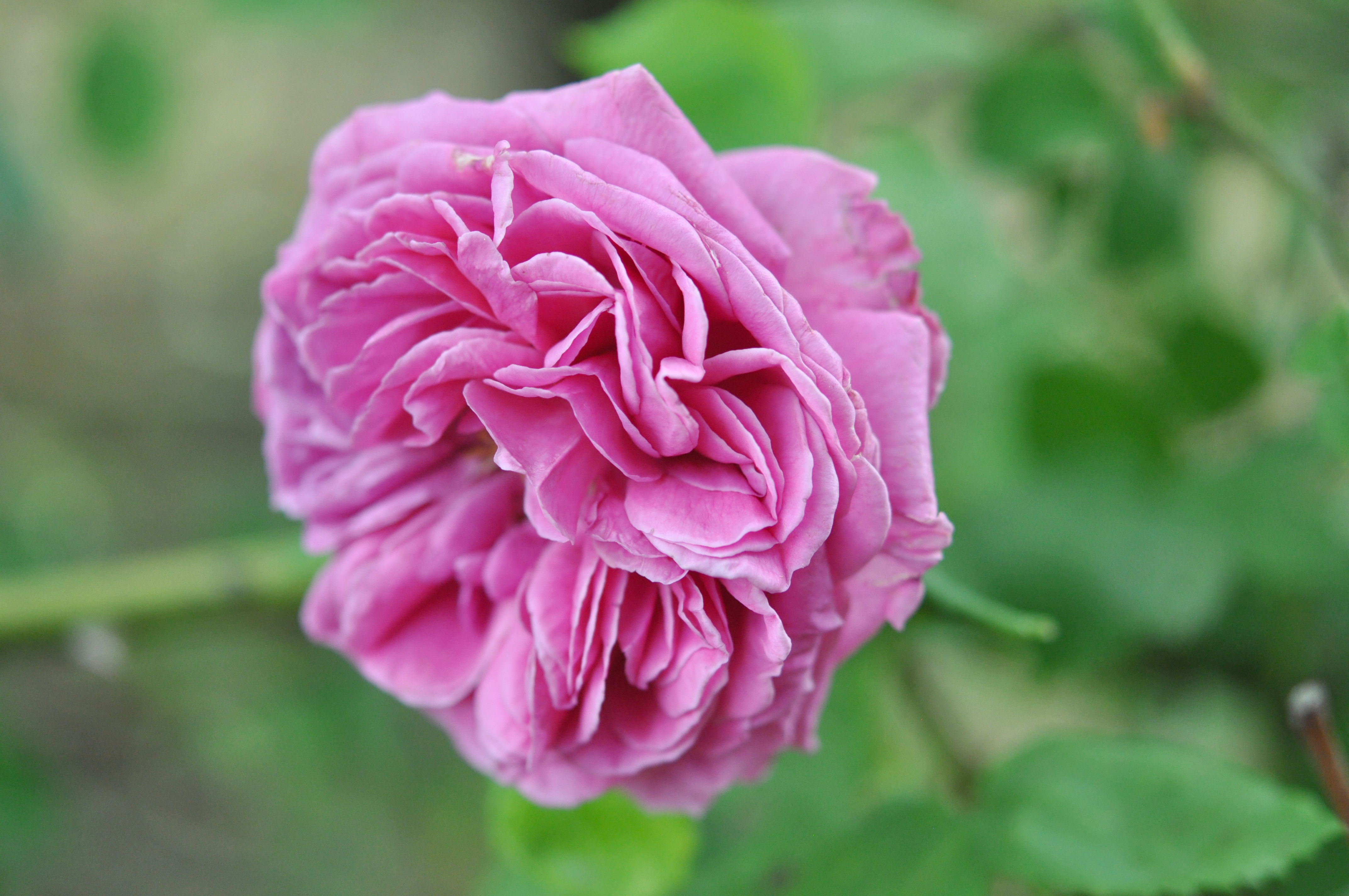
'William Lobb', 1855
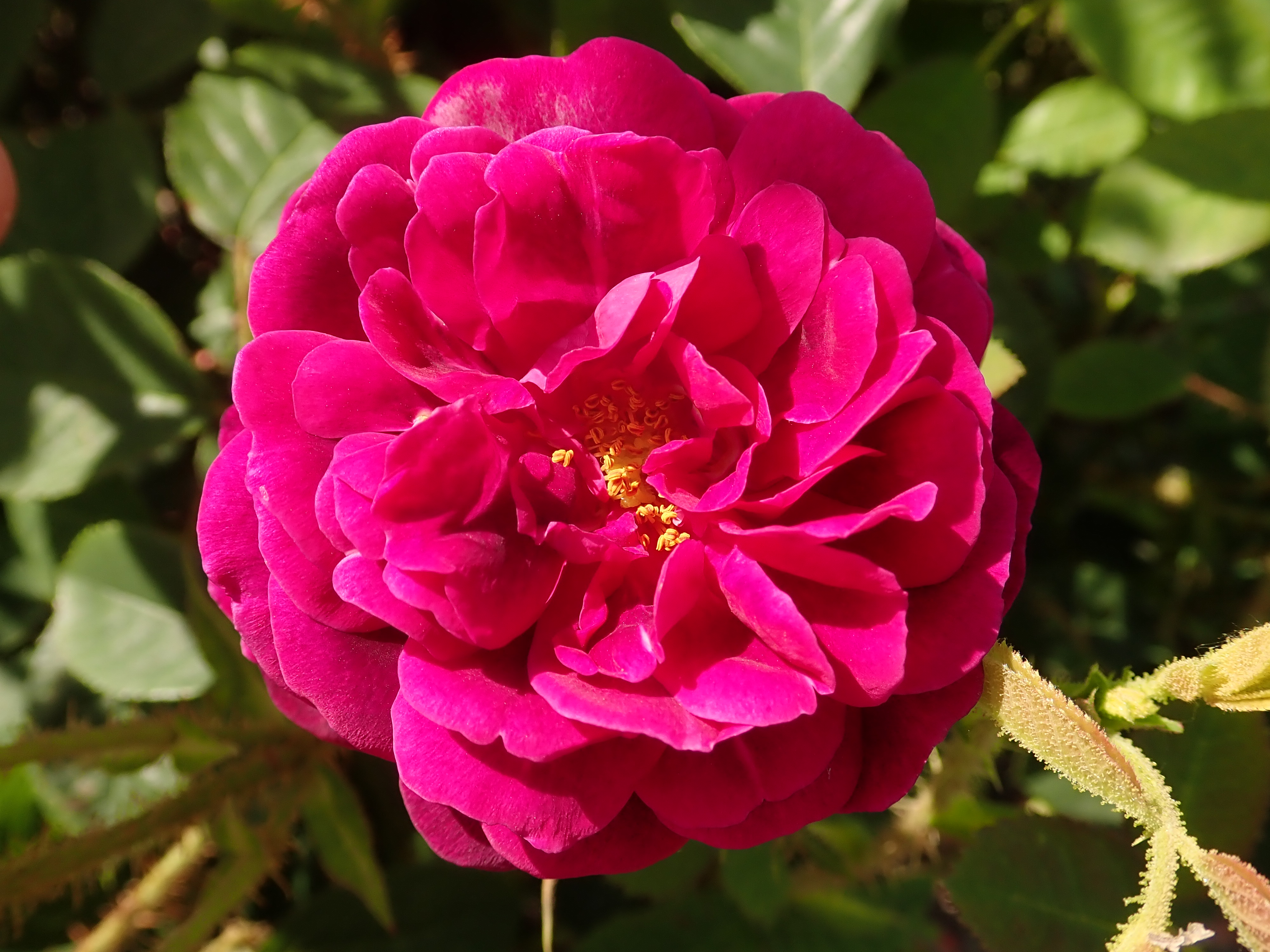
'Henri Martin', 1862